# Mieczysław Tarnawski (aktor)
Mieczysław Tarnawski (ur. 12 października 1924 w Tarnopolu, zm. 12 września 1997 w Bystrej) – polski aktor.
Egzamin aktorski zdał eksternistycznie w 1959 roku, następnie przez jeden sezon występował w Teatrze im. Stefana Jaracza w Olsztynie i Elblągu. W latach 1960–1964 związany był z Teatrem Wybrzeże w Gdańsku. W roku 1965 występował w Bałtyckim Teatrze Dramatycznym w Koszalinie i Słupsku. Przez kolejne dwa lata należał do zespołu Teatru im. Aleksandra Węgierki w Białymstoku, a później Teatru Ziemi Pomorskiej w Grudziądzu. W roku 1968 związał się z Teatrem Polskim w Bielsku-Białej, gdzie występował przez kolejnych 15 lat do 1983 roku. W latach 1983–1989 występował w Teatrze Polskim w Bydgoszczy. Pochowany na cmentarzu komunalnym w Sopocie (kwatera N5_1-2-8).

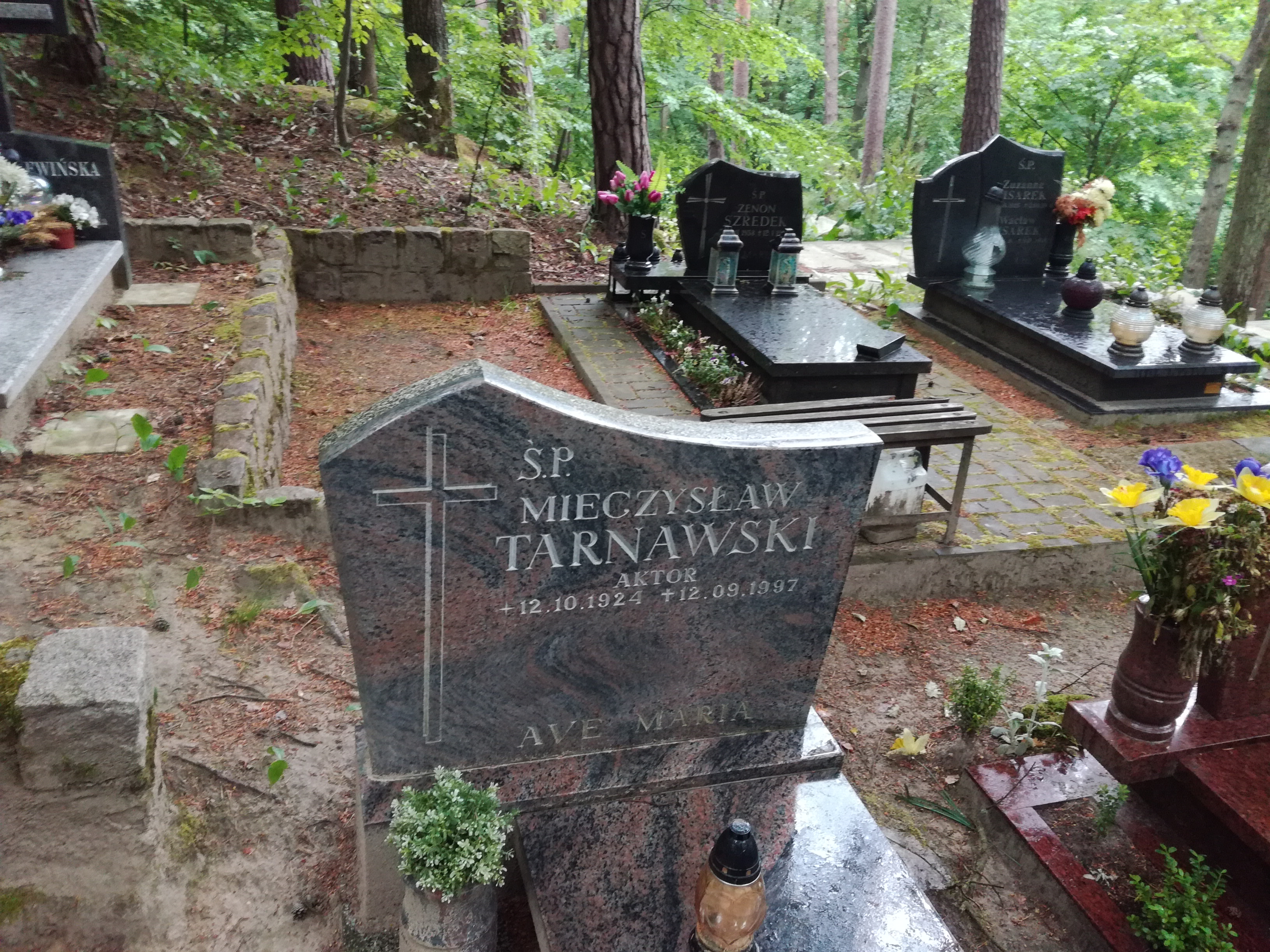
Grób Mieczysława Tarnawskiego na Cmentarzu Komunalnym w Sopocie

## Filmografia
- 1963: Ostatni kurs
- 1964: Willa na przedmieściu, odcinek 7. serialu Barbara i Jan,
- 1965: Sposób bycia